# Ойкас-Яндоба
Ойка́с-Яндо́ба (рос. Ойкас-Яндоба, чув. Уйкас Юнтапа) — присілок у складі Вурнарського району Чувашії, Росія. Входить до складу Єрмошкінського сільського поселення.
Населення — 168 осіб (2010; 196 у 2002).
Національний склад:
- чуваші — 100 %